# Дрэгуш, Михай
Михай Дрэгуш (рум. Mihai Drăguș; родился 13 марта 1973 года) — румынский футболист, нападающий.

## Клубная карьера
Воспитанник клуба «Арджеш», за который играл в 1996—1997 годах. В 1998 году перешёл в корейский клуб «Сувон Самсунг Блюуингз», за который сыграл 21 матч и забил 6 голов. В составе «Сувон Самсунг Блюуингз» выиграл чемпионат Республики Кореи, а также стал финалистом кубка обладателей кубков Азии. В следующем сезоне вернулся обратно в «Арджеш». В 1999 году перешёл в московское «Торпедо», игравшее на тот момент в высшем дивизионе. 3 июля дебютировал в чемпионате России, в матче против нижегородского «Локомотива» вышел в конце матча. 16 октября того же года забил первый гол в высшем дивизионе, в матче против новороссийского Черноморца забил в конце первого тайма. В составе «Торпедо» стал бронзовым призёром чемпионата России 2000 года. В 2000 году перешёл в нижегородский «Локомотив», за который сыграл 6 матчей и забил 2 гола.
Сын — Денис Дрэгуш — тоже футболист.